# Eugène Schneider
Joseph Eugène Schneider (Bidestroff, 29 de marzo de 1805 – París, 27 de noviembre de 1875) fue un industrial francés que en 1836 fundó Schneider Electric junto a su hermano Adolphe Schneider. Además fue un exitoso hombre de negocios que logró el monopolio en el abastecimiento de armas al gobierno francés, contratos de suministro para la construcción de ferrocarriles y la presidencia del Banco Société Générale. En política, llegó a ser el presidente de la Cámara de los Diputados y Ministro de Agricultura y Comercio.

## Biografía
Nació en Bidestroff, departamento de Mosela. Hijo de Antoine Schneider (1759-1828), notario real y consejero general del Departamento de Mosela, y de Anne-Catherine Durand, quedó tempranamente huérfano. Era hermano menor de Adolphe Schneider y primo hermano del general Virgile Schneider.
Eugène Schneider comenzó modestamente a trabajar con su hermano Adolphe Schneider, primero en una casa de comercio, y después en una institución bancaria de Reims. Se distinguió por su visión para los negocios y se convirtió a los veintiún años en director de las Forjas de Bazeilles. También tomó cursos en el Conservatorio Nacional de Artes y Oficios.
Tras ser nombrado su hermano Adolphe director general de la metalúrgica de Le Creusot en 1833, Eugenio Schneider fue nombrado director adjunto de la compañía con el nombre de Schneider et Cie en 1836.
Se casó al año siguiente con Clémence Lemoine Mares, hija del rico banquero y diputado Gilles Lemoine des Mares y nieta del barón André Poupart de Neuflize (1752-1814). Tuvieron una hija, Félicité (casada con su primo hermano el ministro Alfred Deseilligny), y un hijo, Henri.
En 1845 falleció su hermano Adolphe. Joseph-Eugène fue elegido en su lugar concejal del municipio de Couches y luego de Montcenis, y adjunto de la Universidad de Saona y Loira (Autun).
Director en solitario de Creusot desde la muerte de su hermano Adolphe en 1845, pronto adquirió una alta posición en la industria y se convirtió en miembro del Consejo General de Manufacturas y Ministro de Agricultura y Comercio en 1851. Fue reelegido el 1 de agosto de 1846 y apoyó la política conservadora de Guizot.
Sus trabajadores, probablemente en alusión a su rostro siempre colorado, le llamaban "el gran rojo".
En 1864 fue el primer presidente del banco Société Générale y ya se sentaba entre los gerentes del Banco de Francia desde 1854.
Se postuló sin éxito para la Asamblea Constituyente en 1848 y a la Asamblea Legislativa en 1849. Fue alcalde de Creusot desde 1866 a 1870. Constantemente reelegido en su circunscripción durante el Segundo Imperio, sin embargo fue relegado por el candidato liberal (orleanista) Joseph Michon en las elecciones de 1869 por una cuestión de exenciones. Fue Presidente de la Asamblea Nacional Francesa y Cámaras Asimiladas durante el Segundo Imperio, entre 1867 y 1870.
Paralizado desde el ataque de apoplejía que sufrió en 1874, Eugène Schneider murió al año siguiente. Está enterrado en el panteón de la familia Schneider en la iglesia de St. Charles, Le Creusot.
Sucesores:
- Henry Schneider (18 de diciembre de 1840 - 17 de mayo de 1898)
- Eugene II Schneider (29 de octubre de 1868 - 17 de noviembre de 1942)
- Charles Schneider (28 de junio de 1898 - 6 de agosto de 1960)

## Homenajes

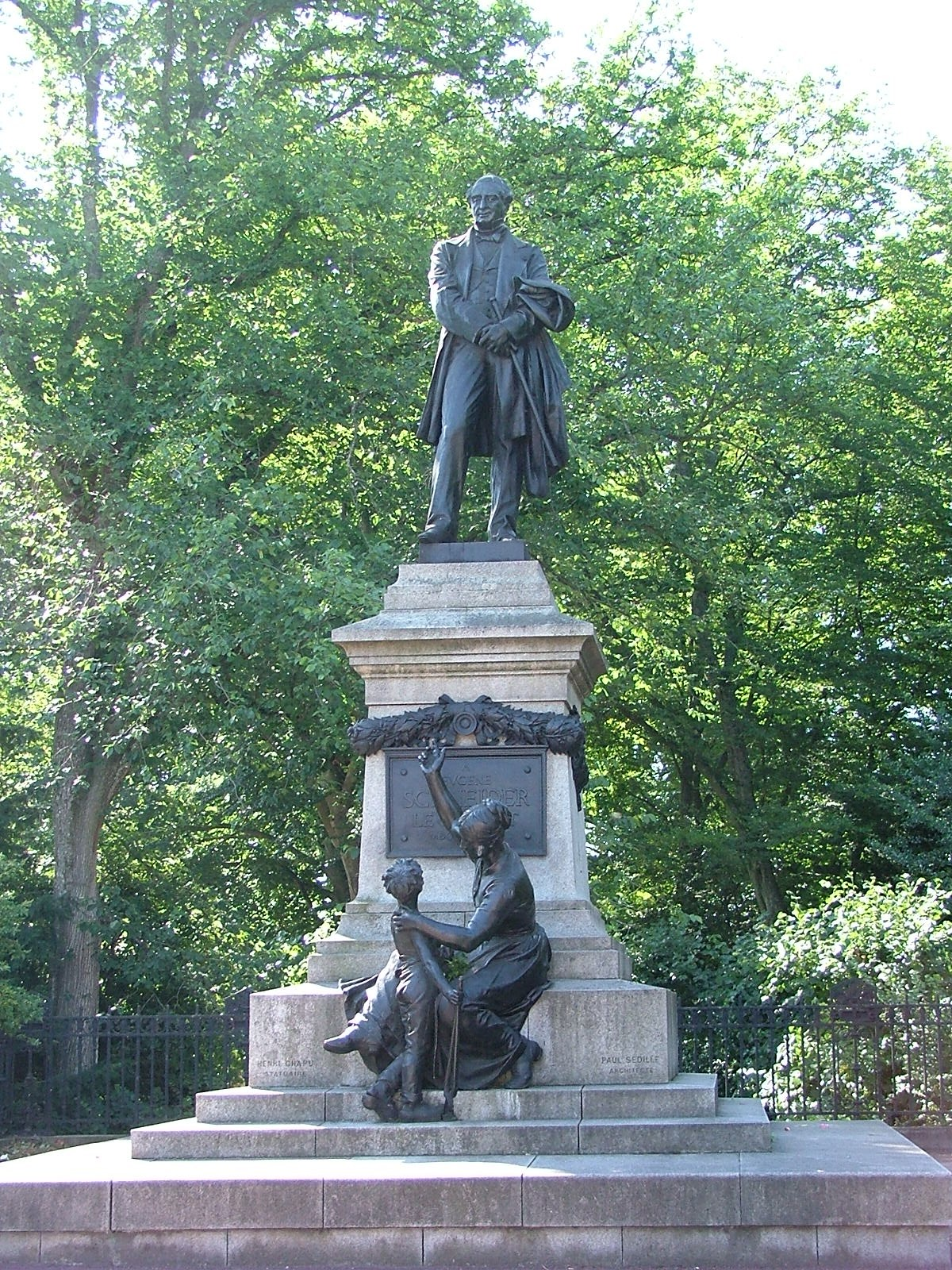
Monumento dedicado a Eugène Schneider

- En Le Creusot una estatua en bronce (de Henri Chapu) sobre una base de piedra recuerda a Schneider. Esta estatua fue inaugurada en octubre de 1879 en presencia de Paul Sédille (en la plaza que hoy lleva su nombre), y de Ferdinand de Lesseps.
- En posesión de la Gran Cruz de la Legión de Honor.
- Es una de las 72 personalidades cuyo nombre figura inscrito en la Torre Eiffel.